# エア遊具
エア遊具 （エアゆうぐ）とは子供を対象とした、空気で膨らませた大型遊具の総称である。おもに地域のファミリー向け催事や子供対象のレジャー施設等で使用され『フワフワ（ふわふわ）』とも呼ばれる。同様のエア遊具に『FUA FUA（ふあふあ）』があるが、こちらは登録商標である。空気膜造形の一種で構造は常時送風式の空気膜構造であり、材質は薄くて柔らかく気密性の高い布地で、かつ、引き裂けにくい強靭さと、風雨や紫外線への耐久性が求められるため、テント・シート用布地（ターポリンなど）が用いられている。

## 分類
エア遊具は子供を遊ばせる空間の大気圧によって以下の2種類に分類することができる。

### ドームタイプ

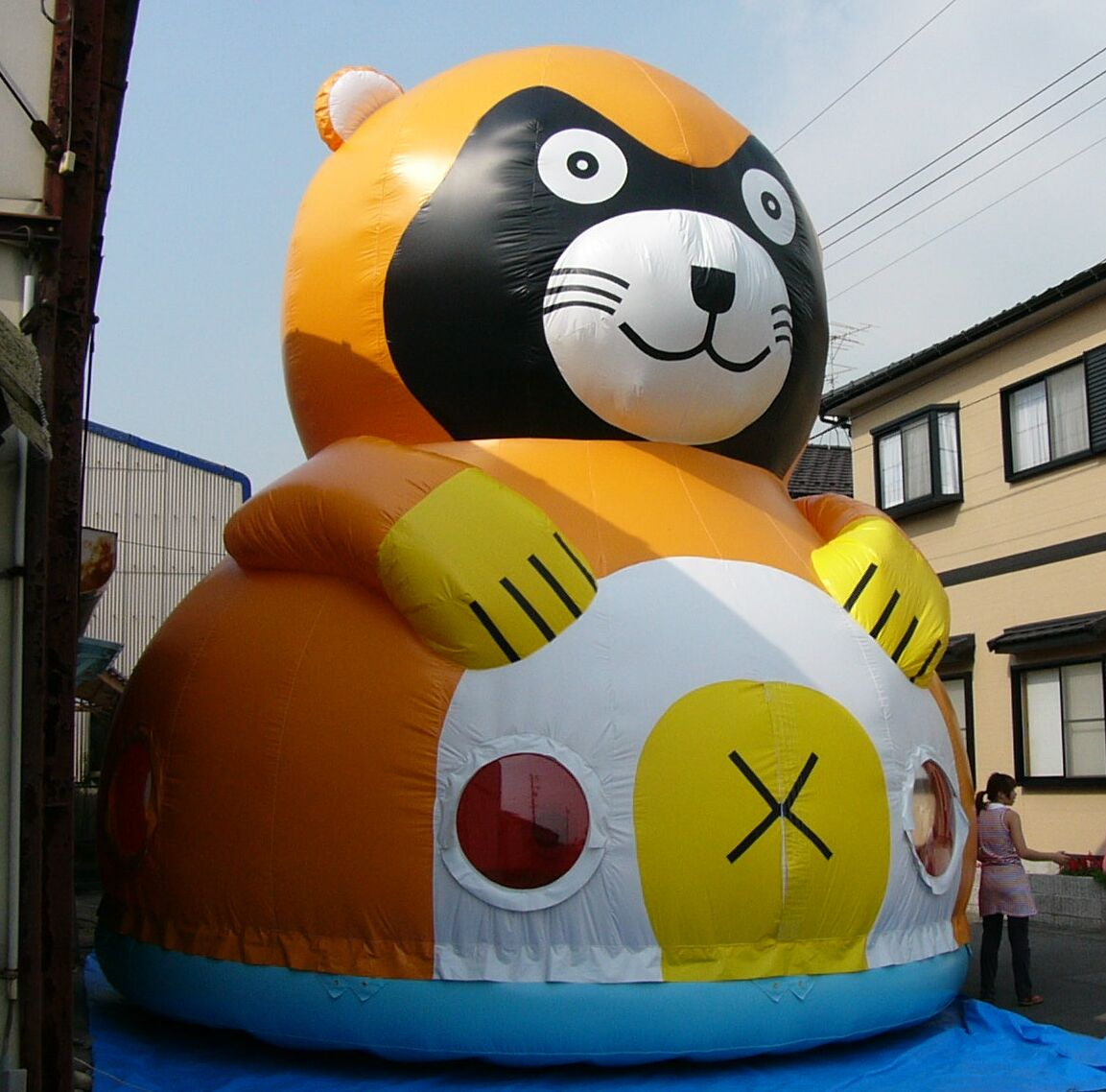
エア遊具：ドームタイプの例

大きなエアマットの上部に接続された、空気で膨らませた巨大なキャラクター形状等の空気膜造形の中に子供たちを入れて遊ばせるエア遊具。空気膜造形の中は外部の空気よりほんのわずか加圧されている（約1.02気圧）状態だが、人体にはまったく影響ない程度である。子供たちが遊ぶところは空気膜造形でできたドームの中であり、外部とはほぼ遮断された状態。風雨など外部の気象の影響は内部に及ばない。
ドーム全体が加圧されているので、ドームの形状･サイズによっては、床面であるエアマットがドームの圧力に押されて、地面に対して反り返ってくる現象がある。この現象を放置すると、エア遊具全体が左右にぐらつき、大変不安定になる。その現象が起こらないように、ドームタイプのエア遊具はエアマットの周囲に重しを接続したり、地面に杭などで固定したり、何らかの安定させる処置を施さなければならない。
出入り口を開けると、気圧の差により内部から空気が放出されて強風が吹いている状態になる。遊ぶ子供たちの出入り以外のときは、気圧の差を保持する為、出入り口は常時ふさいでいる必要がある。出入り口が開いた状態のまま放置すると、ドーム内部の空気は大量に放出され、ドームがしぼみ、中で遊んでいる子供に覆い被さり危険な状態になる。そのため、運用に際しては出入り口の開閉を管理する人間が常駐する必要がある。

### オープンタイプ

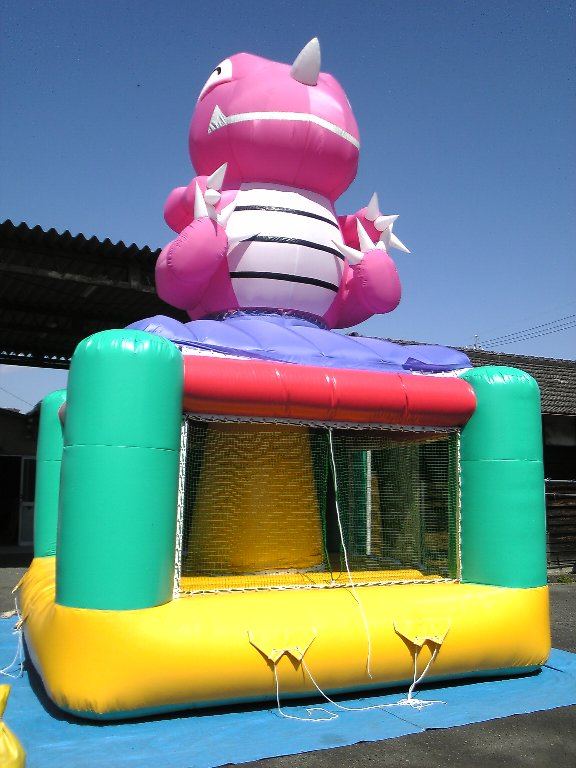
エア遊具：オープンタイプの例

大きなエアマットの上で子供を遊ばせるエア遊具。ドームの中には入らないので、遊ぶ空間は外気圧と同じ。平らなエアマットではずんで遊ぶ形状以外に、滑り台のように滑って遊んだり、トンネルをくぐったり、キャラクターに乗って遊んだりと、様々な用途に作られたエア遊具がある。
屋外で使用する場合、風雨や日照の影響を受けるので屋根がついたエア遊具もあり、見た目がドームタイプのように見えるものもある。屋根を支える柱状構造を必要とするためドームタイプに比べて内部区間は狭くなる。屋根がないエア遊具を夏季屋外で使用する場合、日照で表面材質のターポリンが熱を持つ。中に入って遊ぶ場合は基本的に靴を脱いで遊ぶことになるので、エア遊具は木陰など日の当らない場所で運営するのが望ましい。

#### スライダー

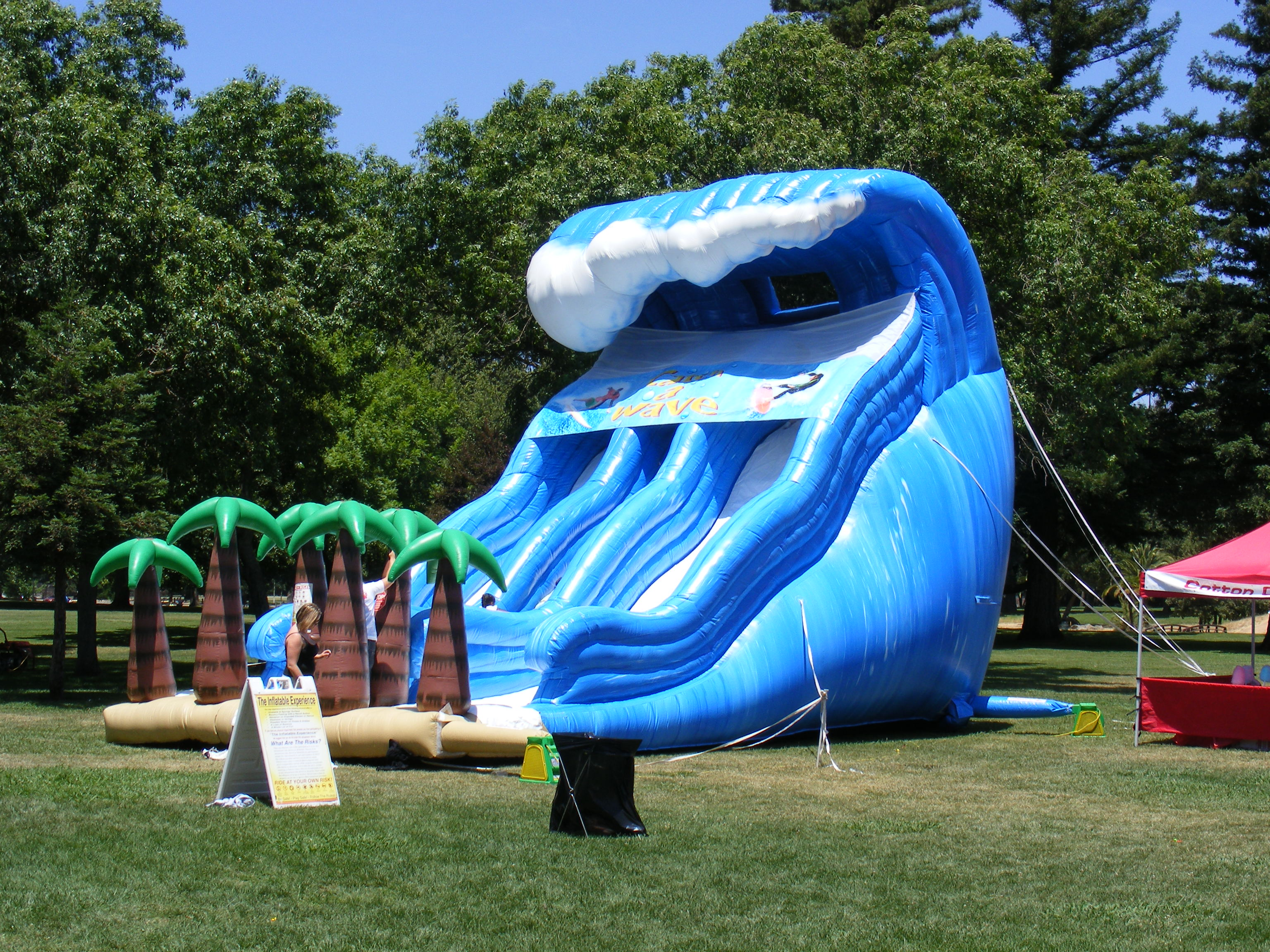
エア遊具：スライダーの例

階段と滑り台部分が主となるオープンタイプのエア遊具は総称としてスライダーと呼ばれている。基本的な注意事項はドーム型、オープン型と同じである。大人まで楽しめる大型サイズのものや、水を流してウォータースライダーとしても使用可能な乾湿両用のスライダーもあり、屋内のイベント会場のほか、遊園地、海上や海水浴場の砂浜などに設置されている。

#### ふわふわドーム
公園や遊園地などに恒常的な建築物として設置され、ドーム状のシートの上で跳びはねて遊ぶことができるトランポリン状の遊具は「ふわふわドーム」と呼ばれるエア遊具の一種（空気膜構造遊具）である。エア遊具は遊ぶ面積に比例した適正な定員があるが、子供たち自身がはずんで遊ぶ、体を使った体育的遊具である性格上、子供同士がぶつかり合っての事故が発生する場合がある。可能な限り、事故を未然に防ぐ為に保護者や管理者が注意を払う必要がある。

## 事故と対策
開発元の欧米においてもエア遊具の普及に伴って事故や子供のケガが増加しており、重篤な死亡事故も発生している。日本国内においても全国で事故が相次いだことを受け、消費者庁はそれまで既存の法律の枠組みに当てはまらなかったエア遊具に対して消費者安全法に基づき、使用指針を策定する方針を決めた
2011年1月31日に消費者庁より『エア遊具の事故防止に関する地方公共団体及び関係事業者に対する要請』と題した通達が関係機関・団体に出され、事故を未然に防ぐために、安全に配慮した構造・仕様の製品を、安全基準に基づいた運営で使用・実施することが求められている。

## 設置・運営に際しての注意
空気膜造形であるエア遊具は自重が軽く屋外の風の影響を非常に受けやすい、重しや杭などによる固定が十分でなかったことに起因する、強風や突風による事故が各地で発生し、ニュースとして取り上げられている。そのため、エア遊具の運営においては十分な固定と、強風時には使用を休止・中止するなどの判断、天候状態の考慮が必要である。
エア遊具は布地と空気で構成されていて、常時空気を送りつづけて形状を維持している空気膜構造である。空気を供給する電動送風機が止まったり、空気吸い込み口にビニールなどのごみが張り付くなどして空気の供給が止まると、エア遊具は徐々にしぼんで形状を保てなくなり、利用者が転落する恐れがある。また、送風機に直接触れたことによる事故も発生しているため、送風機に人を近付けないようにするなど安全管理にも十分注意する必要がある。